# Православие в Новой Зеландии
Православие в Новой Зеландии представлено приходами нескольких православных поместных церквей: Константинопольской, Антиохийской, Русской (РПЦЗ), Сербской и Румынской. Согласно переписи 2013 года, в Новой Зеландии проживало 13 806 православных.

## История
В 1890 году несколько семей православных сирийцев эмигрировали из Австралии в Новую Зеландию и поселились в Данидине на южной оконечности Южного острова. Впоследствии, в связи с тем, что для поселенцев местность показалась холодной, многие из них переехали в Окленд. К тому времени в Данидине осталось около 15 православных семей, в основном из Сирии и Ливана. Первоначально богослужения проходили в англиканских храмах. Затем, некоторые приходы устроили свои собственные церкви. В 1911 году в Данидине была освящена первая в Новой Зеландии и Австралии православная церковь.
До середины 1950-х годов подавляющее большинство приходов относилось к Антиохийскому патриархату. После чего начался активный рост русской и греческой диаспоры. Первые богослужебные собрания русских эмигрантов начались в июне 1949 года в Крайстчерче. В 1950 году богослужения начались и в Веллингтоне, а в 1963 году был освящен первый русский отдельный храм святителя Николая Чудотворца в Крайстчерче. В 1970-е годы в Новой Зеландии появились первые сербские и румынские храмы. Причем, румынский приход, до образования отдельной румынской кафедры в 2007 году состоял в юрисдикции Антиохийского патриархата.
Православие на настоящий момент является самой динамично развивающейся конфессией в Новой Зеландии. В 1991—2006 годах число православных верующих выросло на 210%, в то время как католиков лишь на 2%, а число прихожан Англиканской Церкви упало на 40%. При этом основная часть русской общины сконцентрирована на севере страны в районе Окленда. Во время своего визита в декабре 2009 года Новой Зеландии митрополит Восточно-Американский и Нью-Йоркский Иларион обсуждал с парламентом страны возможность признания православия одной из официальных конфессий. Согласно переписи 2013 года, число православных, относящихся к Русской церкви составило 1161 человек.

## Приходы

### Русская православная церковь заграницей
Приходы составляют благочиние Новозеландских храмов Австралийско-Новозеландской епархии.
- Храм Воскресения Христова. Окленд (447A Dominion Rd, Mt Eden). Центр благочиния. Храм был устроен в 1950-е годы в Оклендском районе Балморал представителями первой волны русской иммиграции (переселенцам из Европы и беженцам из Китая). В связи с ростом количества прихожан в настоящее время разрабатывается проект строительства новой церкви.
- Храм Христа Спасителя. Веллингтон (62 Darlington Rd, Miramar).
- Храм святителя Николая Чудотворца. Крайстчерч (297 Brougham St, Sydenham). С июня 1949 года богослужения проходили на борту парохода «Dundalk Bay», затем — в частном доме Евгения Павловича Пахомова. В 1951 году в пригороде Опава под церковь был переоборудован небольшой летний домик. Современный храм был заложен 8 октября 1962 года, а освящён — 23 декабря 1963 года.
- Архангело-Михайловская община. Палмерстон-Норт (60 Linton St, West End).
- Храм Покрова Пресвятой Богородицы Le Bons Bay. Храм был освящён 29 октября 2011 года на территории летнего детского лагеря.

### Константинопольский патриархат
Приходы входят в состав Новозеландской митрополии, выделенной в 1970 году из Австралийской архиепископии.
- Благовещенский собор. Веллингтон (3 Hania St, Mt Victoria).
- Церковь Святого апостола Андрея. Веллингтон (365 Broadway, Miramar).
- Церковь святителя Нектария. Лоуэр-Хатт (23 Bay St, Petone).
- Церковь Святого Иоанна Предтечи. Палмерстон-Норт (30 Rochester St, Awapuni).
- Церковь великомученика Димитрия Солунского. Хейстингс (Willowpark Road & Heretaunga Street).
- Церковь святителя Николая Чудотворца. Нью-Плимут (201 Carrington St, Vogeltown).
- Церковь Святой Троицы. Окленд (106 Western Springs Rd).
- Церковь Успения Пресвятой Богородицы. Крайстчерч (58 Malvern Street, St. Albans).
- Церковь Преображения Господня. Мастертон.

### Антиохийская православная церковь

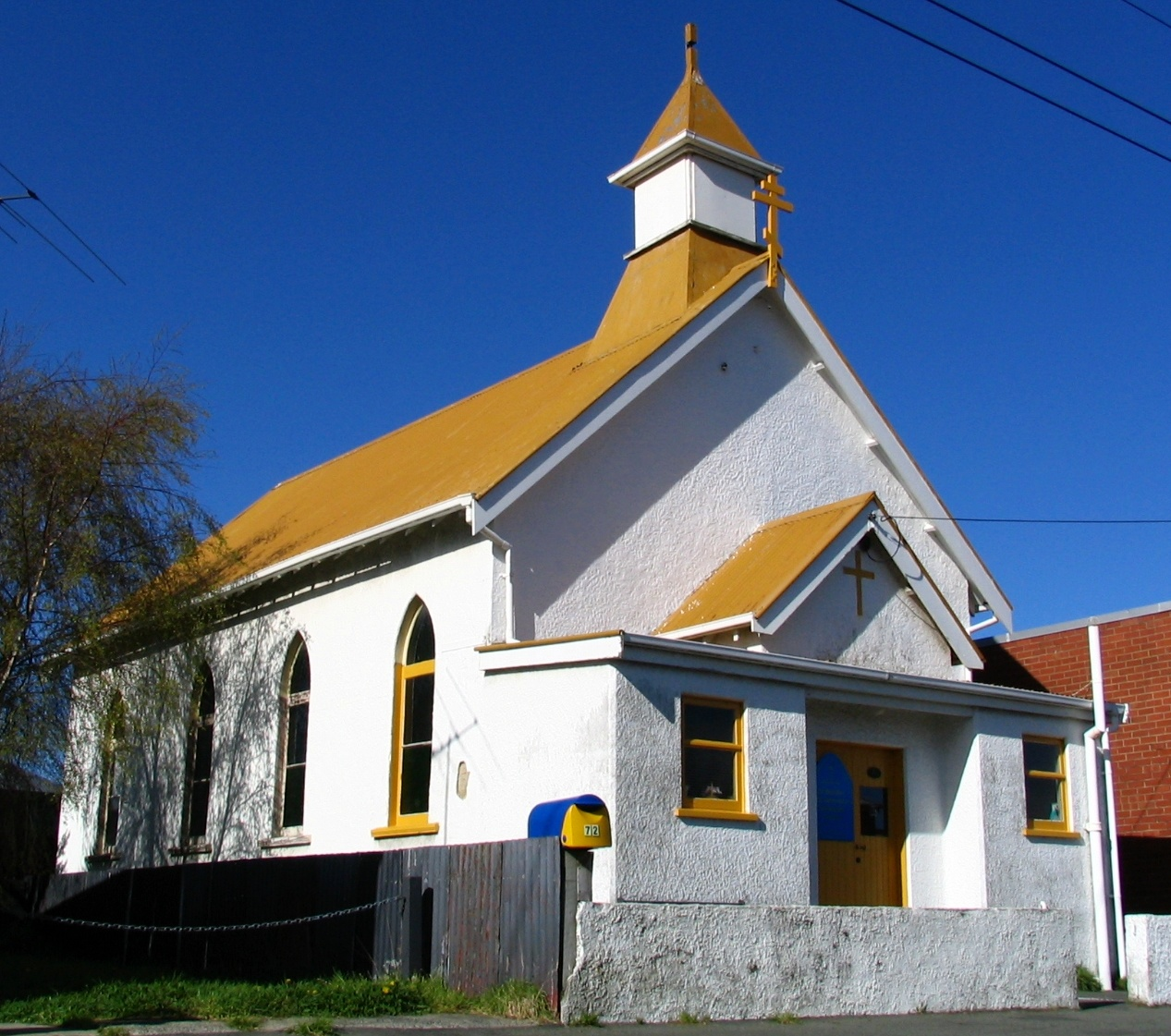
Михаило-Архангельская церковь Антиохийского патриархата в Данедине

Приходы относятся к Новозеландскому благочинию епархии Австралии, Новой Зеландии и Филиппин. Службы в основном проводятся на английском языке (что отличает приходы Антиохийского патриархата), а также на арабском, церковнославянском, румынском и греческом языках в зависимости от потребностей общины.
- Миссия Святого Георгия Победоносца. Окленд (111 Ridge Road, Howick). Основана в 2000 году. Богослужения, как правило, проводятся в англиканской церкви Всех Святых.
- Миссионерский приход Святого Георгия Победоносца. Веллингтон (9 Haig St, Waterloo, Lower Hutt). Основан в 1999 году. Богослужения совершаются либо в англиканской церкви Святого Иоанна, либо в русском храме Христа Спасителя.
- Миссия Святых апостолов Симона и Иуды. Эшли (47 Canterbury St).
- Православная миссия. Крайстчерч (21 Bunyan Street). Основана в 1973 году. Первоначально богослужения проходили в русской Никольской церкви, с 1978 года — в англиканском храме Святой Марии в Аддингтоне. С 1982 года миссия располагалась в разных храмах. С 2003 года богослужения проводятся в Кентерберийском женском клубе.
- Часовня Святых Григория Нисского и Макрины. Даймонд Харбор (2 Ngatea Rd).
- Дом молитвы Святого Исаака. Крайстчерч (52 Ollivier Ave Selwyn Huts).
- Церковь Михаила Архангела. Данидин (72 Fingall Street). Старейший православный приход в Новой Зеландии, основанный в 1890-е годы. Храм также является старейшим из православных, построен в 1911 году.

### Сербская православная церковь
Приходы состоят в Австралийской и Новозеландской митрополии. 
- Церковь святителя Саввы. Веллингтон (75 The Parade, Island Bay).
- Миссионерский приход святого короля Милутина Сербского. Окленд-Гамильтон. Службы проводятся в англиканской церкви Святого мученика Олбана (443 Dominion Rd, Mt Eden). Строится отдельный храм.
- Миссия святителя Николая Чудотворца. Крайстчерч. Службы проводятся в русской Никольской церкви (297 Brougham St.).

### Румынская православная церковь
Приходы относятся к созданной в 2007 году Австралийской и Новозеландской епархии.
- Церковь Святой Марии. Веллингтон (511 Adelaide Rd, Berhampore). Приход был основан в 1971 году, храм освящён в 1980 году.
- Приход святителя Игнатия Антихийского. Окленд (25 St Jude Street, Avondale). Приход основан в конце 1970-х годов и первоначально состоял в юрисдикции Антиохийского патриархата, с 2007 года — в Румынской православной церкви.
- Церковь Успения Пресвятой Богородицы. Крайстчерч (40 Phillips St, Phillipstown). Приход был основан в 2004 году. В 2008 году получил в пользования церковь Доброго Пастыря.
- Приход Святого Георгия Победоносца. Гамильтон. Приход основан в 2008 году.
- Приход Святого архидиакона Стефана. Ашбертон. Приход основан в 2008 году.